# Hans-Joachim Kulenkampff
Hans-Joachim Kulenkampff (Bremen, 27 april 1921 - Seeham, 14 augustus 1998) was een Duitse presentator en acteur.

## Voorgeschiedenis
Kulenkampff werd geboren als zoon van de zakenman Friedrich Wilhelm Kulenkampff (1893-1964) uit Bremen. Na het eindexamen aan het Hermann-Böse-gymnasium in Bremen studeerde hij toneel aan de toneelschool van het Deutsches Theater Berlijn. In 1941 werd hij opgeroepen door het leger voor de oorlog tegen de Sovjet-Unie. Daar amputeerde hij zich meerdere bevroren tenen en beleefde hij meerdere traumatische ervaringen. Na het zien van een oorlogsfilm verliet hij huilend het vertrek. In 1943 debuteerde hij in het Bremer Schauspielhaus en speelde ook in theaters in Oostenrijk en Zwitserland. Aan het einde van de oorlog moest hij nogmaals aan het front en kwam in Brits krijgsgevangenschap. Vanaf 1947 trad hij regelmatig op in Frankfurt am Main in het kleine theater in de dierentuin. Een van zijn grootste successen was de rol van generaal Harras in de film Des Teufels General van Carl Zuckmayer.

## Carrière
In de jaren 1950 ging hij werken als omroeper bij de Hessischer Rundfunk, waar hij behoorde tot het team van de Frankfurter Weckers. Op de 18e Große Deutsche Rundfunk- Phono- und Fernseh-Ausstellung in Düsseldorf startte op 29 augustus zijn eerste show Wer gegen wen?, waarmee 'Kuli' vanwege zijn charmes en doortastendheid tot publiekslieveling werd. In 1958 en 1961 speelde hij samen met Heinz Erhardt in de films Immer die Radfahrer en Drei Mann in einem Boot. Ook was hij te zien in reclamespots van tabaksfirma Stanwell met de slogan: Drei Dinge braucht der Mann: Feuer, Pfeife, Stanwell. Zijn handelsmerk werd het regelmatig overschrijden van de zendtijd. Tijdens de uitzending Kleine Stadt – ganz groß uit 1961 overschreed hij met 75 minuten de reguliere zendtijd en plaatste hij hiermee een record, dat 46 jaar standhield, totdat Stefan Raab dit in 2007 verbeterde tot 103 minuten in Schlag den Raab.
Vanaf 1964 presenteerde Kulenkampff 43 maal het quizprogramma Einer wird gewinnen, maar ondanks het buitengewone succes maakte hij er in 1969 een einde aan. Daarna werkte hij mee aan diverse tv-programma's, die echter een voortijdig einde kenden, waaronder de spelshows Guten Abend Nachbarn, Acht nach 8 en de talkshow Feuerabend, waarin hij met drie prominenten rond een open haardvuur zat. Na deze mislukkingen besloot de ARD om de draad weer op te pakken met Einer wird gewinnen, hetgeen een groot succes bleek te zijn. De uitzending werd uiteindelijk in 1987 definitief beëindigd, wegens de leeftijd van Kulenkampff.
In 1993 ten slotte presenteerde Kulenkampff onverwachts voor de laatste keer een zaterdagavondshow. Nadat Wim Thoelke na het jarenlang presenteren van de ZDF-quizshow Der große Preis ermee stopte, zou de presentatie eigenlijk worden overgenomen door Sabine Sauer, maar het ZDF besloot tot de aanstelling van Kulenkampff. De datum van uitzending werd verplaatst van de donderdag- naar de zaterdagavond. Hij presenteerde zijn uitzendingen altijd volgens zijn eigen schema, door de spelregels iets aan te passen aan zijn eigen voorstellingen. Aangezien de uitzending meestal parallel werd uitgezonden aan concurrerende shows van de ARD, bleven de toeschouwersaantallen beneden de grenzen. Na zes afleveringen stopte hij ermee. Carolin Reiber nam daarna als zijn opvolgster Der große Preis over tot het einde van 1993.
Na een zware operatie presenteerde hij in 1997 en 1998 driemaal de door hem zelf ontworpen show Zwischen gestern und morgen, die eigenlijk uitgezonden zou worden in het namiddagprogramma van de ARD. Kulenkampff wilde daar niets van weten en wilde een live-uitzending. Daarop kwamen de SDR, de ORB en de WDR overeen om de quiz uit te zenden op een zaterdagavond in hun derde programma. Het quizprogramma behaalde niet de gewenste toeschouwersaantallen, zodat het werd beëindigd, dit tot droefenis van Kulenkampff. Kulenkampff was in de volgende 25 jaar altijd weer met hetzelfde tourneetheater onderweg geweest voor gastvoorstellingen. Van 1985 tot 1990 was hij bijna 2000 maal als voordrachtkunstenaar van het programma Nachtgedanken (ARD) te zien. Van 1990 tot 1991 presenteerde hij bij RTL plus de literaire uitzending Kulis Buchclub. In 1991 stond hij in het tweepersoons-stuk Mögliche Begegnungen als Georg Friedrich Händel voor de laatste keer op het podium.

## Privéleven en overlijden
In 1946 trouwde Kulenkampff met Gertraud (Traudl) Schwarz (1922-2001), die later bekendheid kreeg als schrijfster van kinderboeken. Ze hadden drie kinderen: dochter Merle (1949), zoon Till (1953-1957) en zoon Kai-Joachim (1959). In 1957 was zijn vrouw betrokken bij een ongeval, waarbij zijn zoon Till om het leven kwam. 
Kulenkampff overleed op de leeftijd van 77 jaar en zijn urn werd bijgezet op het kerkhof van de Wallfahrtskirche Frauenstein (Molln/Kirchdorf an der Krems in Opper-Oostenrijk).

## Filmografie (selectie)
- 1956: Bonjour Kathrin
- 1958: Blätter im Winde
- 1958: Immer die Radfahrer
- 1959: Immer die Mädchen
- 1959: Kein Mann zum Heiraten
- 1960: Sooo nicht, meine Herren!
- 1961: Drei Mann in einem Boot
- 1969: Dr. med. Fabian – Lachen ist die beste Medizin
- 1972: Das Geheimnis der Mary Celeste
- 1974: Käpt'n Senkstakes Abenteuer (tv-serie)
- 1979: Noch 'ne Oper
- 1985: Ein Mann macht klar Schiff (10-delige tv-serie)
- 1988: Starke Zeiten
- 1988: Münchhausens letzte Liebe
- 1992/1993: Die große Freiheit (8-delige tv-serie)

## Tv-uitzendingen

### Quizprogramma's
- 1953–1956: Wer gegen wen?
- 1956–1957: Zwei auf einem Pferd
- 1957–1958: Die glücklichen Vier
- 1958–1959: Sieben auf einen Streich
- 1959–1960: Quiz ohne Titel (na een korte periode hernoemd naar Der große Wurf)
- 1961: Kleine Stadt – ganz groß
- 1964–1987: Einer wird gewinnen
- 1971/1972: Guten Abend, Nachbarn
- 1973: Acht nach 8
- 1977: Wie hätten Sie’s denn gern?
- 1993: Der große Preis
- 1997–1998: Zwischen Gestern und Morgen

### Overige programma's
- 1975–1976: Feuerabend
- 1985–1990: Nachtgedanken
- 1990–1991: Kulis Buchclub

## Onderscheidingen
- 1961 en 1966: Bravo Otto – in zilver als TV-Star männlich
- 1966: Goldene Kamera in de categorie Beliebtester Fernsehstar (männlich)
- 1965: Krawattenmann des Jahres
- 1969: Bambi
- 1971: Pfeifenraucher des Jahres
- 1980: Saure Gurke – Troostprijs „für seine altväterlich-charmante, auf keine Anzüglichkeit verzichtende Spielleitung“
- 1985: Bijzondere huldiging bij de Adolf-Grimme-Preis
- 1987: Goldene Kamera in de categorie Bester Showmaster
- 1987: Goldener Gong voor zijn Einer wird gewinnen-afscheidsuitzendung
- 1994: Romy Platina Romy für das Lebenswerk
- ????: Goldener Bildschirm 5 x goud
- 2010: Ster op de Boulevard der Stars in Berlijn

## Galerie

Divers
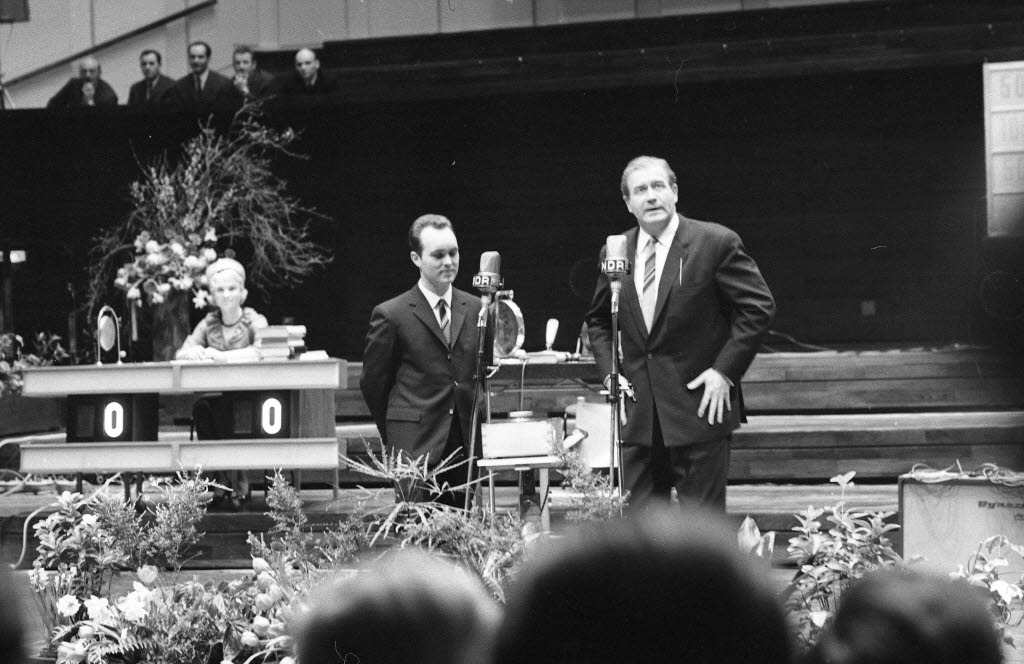
Hans-Joachim Kulenkampff, 1966.
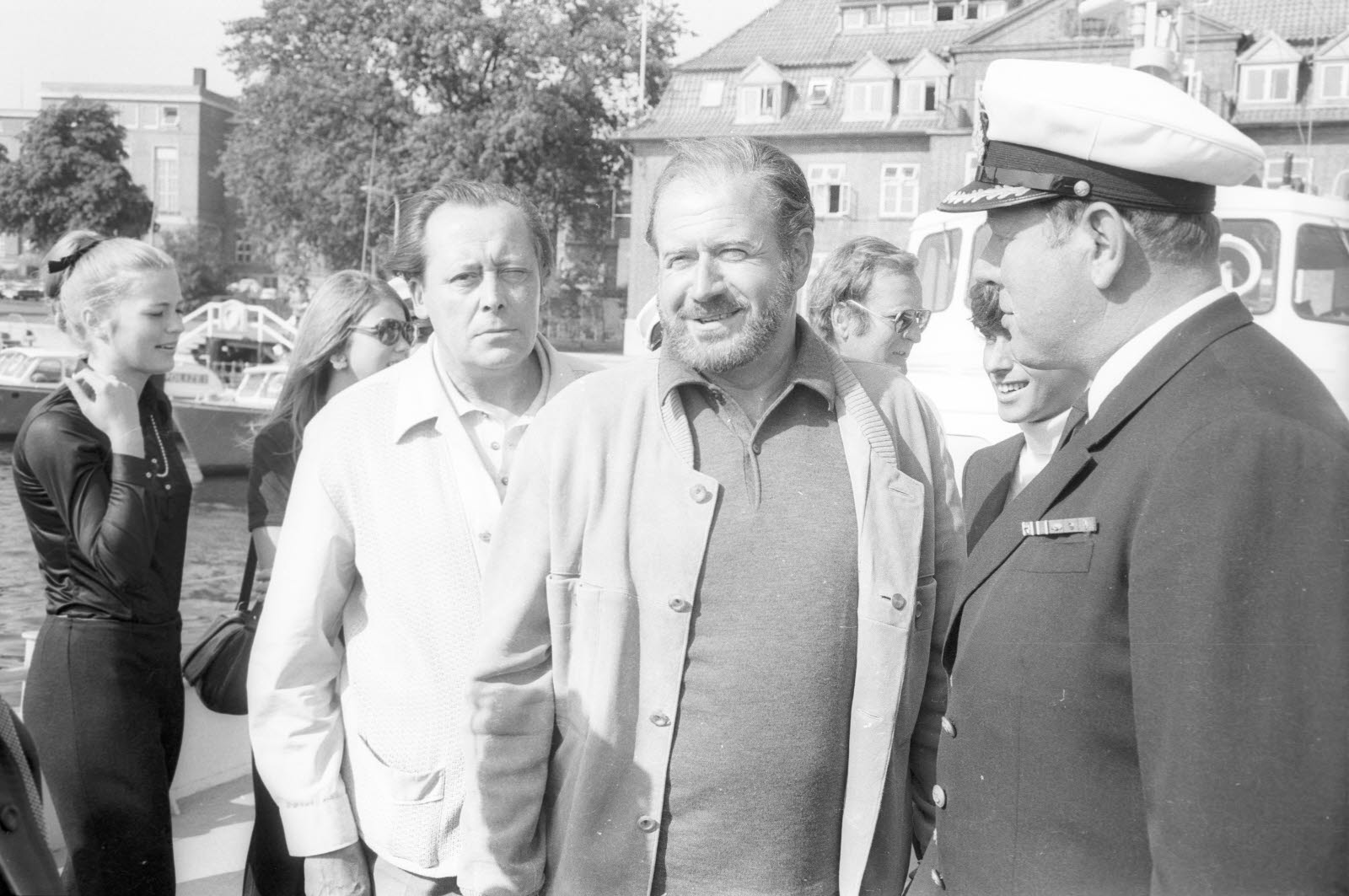
Hans-Joachim Kulenkampff, 1969.
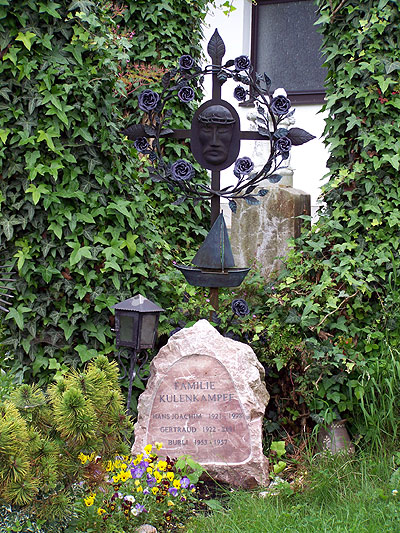
Graf.
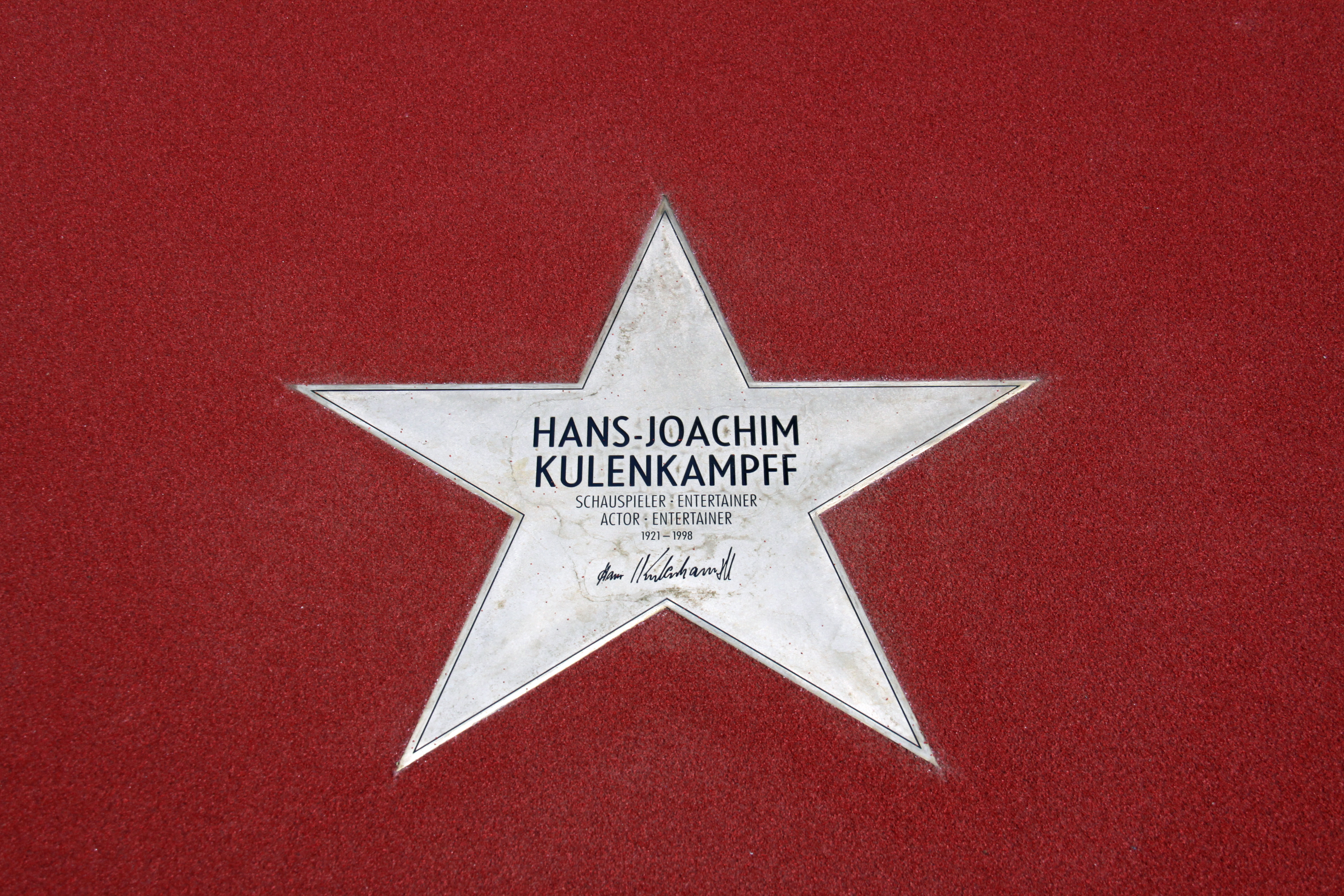
Ster op de Boulevard der Stars in Berlijn.